# 高橋良明
高橋 良明（たかはし よしあき、1972年9月2日 - 1989年1月23日）は、1980年代後半に活動していた日本の俳優・アイドル歌手である。

## 来歴・人物
東京都目黒区で生まれ、神奈川県横浜市で育つ。1984年（昭和59年）、横浜市立嶮山小学校在学中に児童劇団東京宝映（宝映テレビプロダクションの前身）に入所し、子役として芸能界デビュー。1985年（昭和60年）、横浜市立すすき野中学校在学中に出演したテレビドラマ『うちの子にかぎって2』（TBS系列）で人気を博し、1987年（昭和62年）には『オヨビでない奴!』（同）でドラマ初主演。また、同年11月21日には「天使の反乱」（キングレコード）でアイドル歌手としてもデビュー。同楽曲はオリコンランキングの9位にランクインした。歌手デビューから1年間で発表したレコードの総売上は81万枚に達した。
明治大学付属中野高等学校在学中、1989年（昭和64年）1月5日夜、横浜市青葉区（当時は横浜市緑区）から川崎市麻生区にかけてオートバイを無免許で走行中、車道を横断していた女子中学生をはね、その際にバランスを崩して路上駐車の車両に激突し、重傷を負う。直ちに救急搬送されるが、重症頭部外傷で全治3か月との診断が下され、命に別条はないと家族や関係者に伝えられた。
4日後の（平成元年）1月9日には意識が戻り、会話ができる状態にまで回復していたが、同月22日に容態が急変、意識不明となり、翌23日午前2時46分に死亡した。死亡当日、某大学病院にて司法解剖が行われ、死因は頭部打撲による小脳くも膜下出血及び中脳出血と公表された。しかし、本当の死因は医療事故ではないかと言う遺族の訴えがあり、バイク事故が死因とする病院側とで意見が対立した。高橋の遺体に病院の浴衣を着せることを高橋の家族が拒否したとの報道もあった。また、この報道によって病院側が高橋家を名誉棄損で訴えたが、結果は病院側の敗訴に終わっている。
事故当時、高橋は250ccの中型バイクを運転していたが、原付免許の取得のみで普通自動二輪車の免許は取得していなかったため無免許運転であった。被害者である中学生は大腿部を骨折して全治2か月の重傷を負っており、高橋の死後、被疑者死亡による不起訴処分とされた。しかし不起訴とはいえ、高橋は無免許運転を犯していたため、事故前に収録されていた出演ドラマ『春日局』の「総集編」放送では、出演シーンの全てがカットされている。
高橋の葬儀にはファンを含む5000人が訪れ、その後の追悼集会では1万8000人のファンが集まった。その後も追悼アルバムやベストアルバムなどが発売されている。

## 家族
兄弟に2歳年下の弟（知秀）と4歳年下の妹がいる。
弟の高橋知秀は、良明の死後にシンガーソングライターとして活動しており、2005年12月4日には兄のデビュー曲『天使の反乱』をカバー収録したオリジナルアルバム『希望の歌』（ベルウッドレーベル）をリリースしている。また、同日に行われた永田町・星陵会館での『高橋良明17回忌メモリアルライブ』にも出演している。2008年10月末、兄と同様に交通事故で重傷を負い、一命は取り留めたものの、それ以降の音楽活動は休止状態となっている。
広島東洋カープなどに所属していた元プロ野球選手の高橋慶彦は従兄にあたる。
2013年8月16日放送の『爆報! THE フライデー』に母親と妹が出演した。

## エピソード
- ドラマ『オヨビでない奴!』の主演が評価され、共演者である植木等・所ジョージとの3ショットがきっかけで、「第二の植木等」「第二の所ジョージ」と評された[3]。
- 『オヨビでない奴!』『五稜郭』などで共演した石川博之とは中学の同級生であり友人だった[4]。なお、石川もまた、高橋が事故死した翌1990年（平成2年）10月末、同じくバイク運転中にトラックと衝突し死亡した。
- 様々な番組で共演した松本留美を母親のように慕っており、笑っていいとも!の出演時の次回のゲスト紹介の時も松本を紹介した。さらに、生涯最後の出演作である『春日局』で共演したガッツ石松とは親子盃を誓った仲だと証言されている[3]。
- 後に「純烈」のリーダー・プロデューサーとなる酒井一圭は当時共に東京宝映に在籍し、酒井からは兄のように思われていた。そして東京宝映を辞めることになった酒井を引き留めていたという[5]。

## 主な出演作品

### テレビドラマ
- ポーラテレビ小説「夢かける女」（1985年、TBS）
- 電撃戦隊チェンジマン（1985年、テレビ朝日）
- うちの子にかぎって2（1985年、TBS） - 羽田功 役
  - うちの子にかぎって…スペシャル1（1986年4月18日、TBS） - 羽田功 役
  - うちの子にかぎって…Special II（1987年4月1日、TBS） - 羽田功 役
- 木曜劇場「アルザスの青い空」（1985年、フジテレビ）
- 月曜ドラマランド（フジテレビ）
  - 「おとぼけ駅員 キップくん」（1985年6月24日）
  - 「おとぼけ駅員 キップくん2」（1986年2月17日）
- 巨獣特捜ジャスピオン 第42話（1986年、テレビ朝日）
- 夏休み特別企画「十五少年漂流記 忘れられない夏休み」（1986年、TBS）
- 土曜グランド劇場「新・熱中時代宣言」（1986年、日本テレビ）
- 痛快!OL通り（1986年、TBS） - 与那嶺サチオ 役
- 金曜女のスペシャル「その年の冬」（1986年11月21日、フジテレビ）
- ママはアイドル 第9話、第10話（1987年、TBS） - サッカー部員 役
- オヨビでない奴!（1987年、TBS） - 主演・風間遊介 役
- パパはニュースキャスタースペシャル 摩天楼はバラ色に（1987年10月2日、TBS） - 竹田トオル 役
- 痛快!ロックンロール通り（1988年、TBS）
- 土曜スーパースペシャル「キャッツ・アイ」（1988年7月23日、日本テレビ） - 河野哲 役
- 避暑地の猫（1988年、テレビ朝日） - 主演・久保修平（少年期） 役
- 年末時代劇スペシャル「五稜郭」（1988年12月30日・31日、日本テレビ） - 玉置良三 役
- NHK大河ドラマ「春日局」（1989年、NHK） - 斎藤利宗〈少年時代〉 役

他にも『ツヨシしっかりしなさい』（1989年、日本テレビ）に主演予定で全キャスト発表済だったが、死去により主演は森且行に急遽変更された。

### 映画
- コミック雑誌なんかいらない!（1986年）

### バラエティ番組
- 森田一義アワー 笑っていいとも!（1988年5月18日、フジテレビ）※テレフォンショッキング初登場

### CM
- NTT東日本（1986年）
- オドイーター（1987年）
- 森永製菓『パックンチョ』・『チョコモナカ』（1988年）

### ラジオ
- 一輝と良明 どんまいフレンド（1988年、ニッポン放送）

## 楽曲

### シングル
1. 天使の反乱／Let's Dance（1987年11月21日、キングレコード）オリコンチャート最高位 9位
2. 恋の3.2.1／マドンナをおとせ（1988年4月21日、キングレコード）最高位 6位
3. ヴィーナスの失敗／STAND UP!（1988年7月11日、キングレコード）最高位 7位
4. 悲しきバッド・ボーイ／突然…KISS!（1988年10月21日、キングレコード）最高位 23位
5. 抱きしめて…サンライズ／夢で逢えるさ（1989年1月1日、キングレコード）最高位 43位
6. 夢で逢えるさ／抱きしめて…サンライズ（1989年2月25日、キングレコード）※追悼シングル 最高位 54位

### アルバム
- もうちょっとでヒーロー（1988年2月10日） - ミニアルバム
- 夏物語へようこそ!（1988年7月11日）
- Stay With Me（1988年12月16日） - 限定版
- 夢で逢えるさ（1989年3月21日） - 追悼アルバム
- 高橋良明 FOREVER（1990年2月21日）
- 高橋良明パーフェクトベスト（2010年7月7日） - ベストアルバム（ASIN B003I8WZMM）